# Brian Deegan

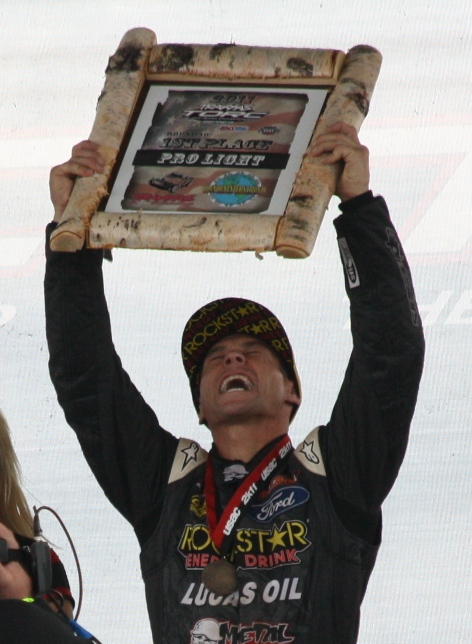
Brian Deegan, 2011

Brian Deegan (Omaha, Nebraska, 9 de maio de 1975) é um piloto profissional de Motocross Freestyle e membro fundador do grupo Metal Mulisha. Deegan é o piloto com mais medalhas na historia dos X-Games, com 10 medalhas no total (três de ouro e sete de bronze).

## Carreira
Deegan foi o primeiro piloto a realizar um "360" (rotação horizontal completa da moto) em competição, no X-Games de 2003; Deegan deu o nome de "Mulisha Twist" à manobra. Em 2004, no Winter X-Games, Deegan sofreu um acidente tentando o 360, quebrando um fêmur e ambos os pulsos. Ele voltou ao esporte seis meses depois. Deegan é um dos maiores nomes da história dos esportes de ação, sendo o maior medalhista que já passou pelos X Games.

### Conquistas
2009
- X-Games Rally – 4° Lugar
- Cribs Best Backyard Ramp
- LOORRS Unlimited Lites Round 8 – 2° Lugar
- LOORRS Unlimited Lites Round 7 – 2° Lugar
- LOORRS Unlimited Lites Round 5 – 1° Lugar
- LOORRS Unlimited Lites Round 2 – 3° Lugar
- Formed Rockstar/Metal Mulisha/Cuffaro Motosports Off Road Race Team

2008
- Off Road Truck Racing Pro CORR/Team Rockstar Makita LeDuc
- Masters of Dirt South Africa – 1° Lugar

2007
- Mexico X Games Presented by Rockstar – Moto X Step Up – Bronze
- X Games Mexico Moto X Step Up – Bronze
- Summer X Games Moto X Step Up – 2° lugar
- RedBull X Fighters Mexico City, Mexico Bronze.

2006
- Summer X Games Moto X Step Up – Bronze

2005
- Winter X Games Moto X Best Trick – Ouro

2003
- Featured FMX Rider – Tony Hawk’s Boom Boom Huck Jam
- Summer X Games Moto X Best Trick – Ouro
- Summer X Games FMX Bronze

2002
- Summer X Games Moto X Step Up – Bronze
- Winter X Games Moto X Best Trick – Ouro

2001
- Winter X Games Moto X Best Trick – Bronze

2000
- Summer X Games FMX – Bronze
- Summer X Games Moto X Step Up – Bronze
- Gravity Games FMX – Ouro
- Air MX – Campeão
- Blue Torch Ride and Slide – FMX Campeão

1999
- World Freestyle Campeão
- Gravity Games FMX – Prata
- Summer X Games FMX – Bronze

1997
- Los Angeles Supercross – 1° Lugar

## Outros projetos
Para além de dar suporte aos pilotos, o grupo Metal Mulisha possui uma linha de roupas e outros acessórios relacionados. Deegan também tem uma linha de brinquedos chamada Hevy Hitters, que é distribuido por empresas de varejo como o Walmart, e recentemente juntou-se à Illektron para criar o Battlez FMX, um jogo de cartas coleccionáveis e dados com a participação de Deegan, Todd Potter e Jeremy Lusk.
Ele já foi dono do mais conhecido e respeitado Parque de FMX, o Compound, que vendeu em para Nate Adams. Nos X-Games de 2007, Deegan afirmou que por vezes se arrepende de o ter feito.

## Vida pessoal
Deegan foi preso em 7 de fevereiro de 2009, acusado de ter acertado um homem no rosto com um copo em um clube noturno no Condado de Orange, Califórnia. Ele é casado com Marissa Deegan e tem 2 filhos, uma filha, Hailie, e um filho, Haiden.